# Sandro Aeschlimann
Sandro Aeschlimann (* 26. Dezember 1994 in Zäziwil) ist ein Schweizer Eishockeytorhüter, der seit 2019 für den HC Davos in der National League spielt.

## Karriere
Sandro Aeschlimann vollzog seine Eishockey-Ausbildung in Brandis und beim SC Langnau. In der Saison 2013/14 versuchte er sich in Nordamerika bei den Springfield Jr. Blues in der NAHL. Das Jahr darauf spielte er bei den Dells Ducks in der MNJHL. In 32 Meisterschaftsspielen erreichte er eine Fangquote von 93,5 %. Das Jahr darauf spielte er für das Elmira College in der NCAA III. Im Jahr 2016 kehrte Aeschlimann in die Schweiz zurück und spielte zunächst für die EVZ Academy, das damalige Farmteam des EV Zug. In der Saison 2017/18 kam er zu seinen ersten drei Einsätzen mit der ersten Mannschaft des EV Zug. In der Saison 2019/20 wechselte er zum HC Davos. Am 31. Dezember gewann er mit dem HC Davos den Spengler-Cup-Final gegen den HC Dynamo Pardubice. Aeschlimann spielt aktuell noch immer beim HC Davos und verfügt über einen Vertrag bis 2027.

### International
Aeschlimann gehörte während der Saison 2021/22 zum Kader der Schweizer Eishockeynationalmannschaft und wurde für die Olympischen Winterspiele nominiert, kam aber zu keinem Einsatz. Wenige Wochen später nahm er an der Eishockey-Weltmeisterschaft der Herren 2022 teil und wurde in einem Spiel eingesetzt.

## Erfolge und Auszeichnungen
- 2019 Schweizer-Cup-Sieger mit dem EV Zug
- 2022 Bester Gegentorschnitt (1,78) und beste Fangquote (94,2 %) der National League
- 2023 All-Star-Team der National League
- 2023 Spengler-Cup-Sieger mit dem HC Davos[1]

### International
- 2025 Silbermedaille bei der Weltmeisterschaft

## Karrierestatistik
(Legende zur Torhüterstatistik: GP oder Sp = Spiele insgesamt; W oder S = Siege; L oder N = Niederlagen; T oder U oder OT = Unentschieden oder Overtime- bzw. Shootout-Niederlage; Min. = Minuten; SOG oder SaT = Schüsse aufs Tor; GA oder GT = Gegentore; SO = Shutouts; GAA oder GTS = Gegentorschnitt; Sv% oder SVS% = Fangquote; EN = Empty Net Goal; 1 Play-downs/Relegation; Kursiv: Statistik nicht vollständig)